# Cadillac-sur-Garonne
Cadillac-sur-Garonne (bis 31. Dezember 2022 Cadillac) ist eine französische Gemeinde mit 2727 Einwohnern (Stand 1. Januar 2022) im Département Gironde in der Region Nouvelle-Aquitaine. Sie ist Hauptort (chef-lieu) des Kantons L’Entre-deux-Mers im Arrondissement Langon. Früher war die Gemeinde Cadillac-sur-Garonne Teil der Grafschaft Bénauges.

## Bevölkerungsentwicklung
| Jahr                      | 1962 | 1968 | 1975 | 1982 | 1990 | 1999 | 2006 | 2016 |
| Einwohner                 | 3204 | 3748 | 3340 | 2961 | 2582 | 2365 | 2427 | 2775 |
| Quelle: Cassini und INSEE |      |      |      |      |      |      |      |      |

## Lage
Die ehemalige, mittelalterliche Bastide Cadillac liegt am orographisch rechten Ufer der Garonne und gibt dem Weinbaugebiet Cadillac seinen Namen. Hier werden innerhalb der Weinbauregion Bordeaux hervorragende weiße Süßweine hergestellt. Hier mündet auch das Flüsschen Euille in die Garonne ein.

## Sehenswürdigkeiten
Das Schloss von Cadillac wurde im 17. Jahrhundert auf Veranlassung von Jean Louis de Nogaret de La Valette, duc d’Épernon, errichtet. Es wird im Volksmund auch das „Schloss Fontainebleau der Gironde“ genannt. Es ist ein Monument historique seit 1862.

## Gemeindepartnerschaften
Cadillac-sur-Garonne unterhält eine Partnerschaft mit der katalanischen Gemeinde Canet de Mar.

## Sonstiges
Der aus Cadillac-sur-Garonne stammende Antoine Laumet gründete die heutige US-amerikanische Großstadt Detroit und war Gouverneur der französischen Kolonie Louisiana. Er trug ab einem gewissen Zeitpunkt den Namenszusatz Sieur de Cadillac, die gleichnamige Fahrzeugmarke ist nach ihm benannt.